# منطقه لوس ریوس
منطقه لوس ریوس (به اسپانیایی: Los Ríos Region) یک سکونتگاه مسکونی در شیلی است که در شیلی واقع شده‌است.

## خصوصیات
منطقه لوس ریوس ۳۶۴٬۱۸۳ نفر جمعیت دارد.